# Штаргардт, Карл
Карл Бруно Штаргардт (нем. Karl Bruno Stargardt; 4 декабря 1875, Берлин — 2 апреля 1927, Марбург) — немецкий медик, офтальмолог и преподаватель. Получил известность, первым описав жёлтопятнистую абиотрофию сетчатки.

## Биография
Штаргардт изучал медицину в Гейдельбергском, Эрлангенском и Берлинском университетах. Защитил докторскую диссертацию в Кильском университете. Работал врачом-ассистентом в Киле, получил звание старшего врача университетской клиники. Позднее перешёл на работу в глазную клинику в Страсбурге и затем получил должность главного врача в Бонне. Ещё в 1903 году получил право преподавания. Добился признания в научных кругах, описав в 1909 году названную впоследствии его именем ювенильную дегенерацию макулы.
В 1923 году Штаргардт принял приглашение на кафедру офтальмологии в Марбургском университете на место Альфреда Бильшовского, перешедшего на работу в Бреславльский университет. В область научных интересов Штаргардта помимо офтальмологии входили многие медицинские дисциплины от неврологии до медицины внутренних органов. Спустя несколько лет профессор Штаргардт заболел нефритом и умер от сердечной недостаточности.

## Труды
- Über familiäre, progressive Degeneration in der Makulagegend des Auges. Albrecht von Graefes Archiv für Ophthalmologie, 1909, 71: 534—550.
- Über die Ursachen des Sehnervenschwundes bei der Tabes und der progressiven Paralyse Aus d. Kgl. Psychiatr. u. Nervenklinik in Kiel)